# Eine blonde Provinz
Der Film Eine blonde Provinz – Polen und der deutsche Rassenwahn aus dem Jahr 2009, Regie von Klaus Salge und Jacek Kubiak, ist eine TV-Dokumentation aus Deutschland über den rassistischen Charakter des Kriegs von 1939. Kubiak und Salge stellen drei Männer vor, die beim deutschen Überfall auf Polen noch Kinder waren und deren Schicksal mit der Stadt Poznań (bis 1919 hieß die Stadt Posen und war eine preuss.-dt. Provinzhauptstadt) verbunden ist. Gezeigt werden:
– Zwi Steinitz aus Tel Aviv, der nach 70 Jahren zum ersten Mal wieder in sein Geburtsland reist, um den Ort zu besuchen, an dem seine Eltern ermordet wurden.
– Henryk Jaszcz, der nach Kriegsbeginn vergeblich seine Eltern in Posen sucht. Er geht in den Widerstand/Untergrund.
– Dieter Bielenstein, der als Zwölfjähriger mit seinen Eltern aus Lettland nach Posen kam.